# 長崎スタジアムシティ

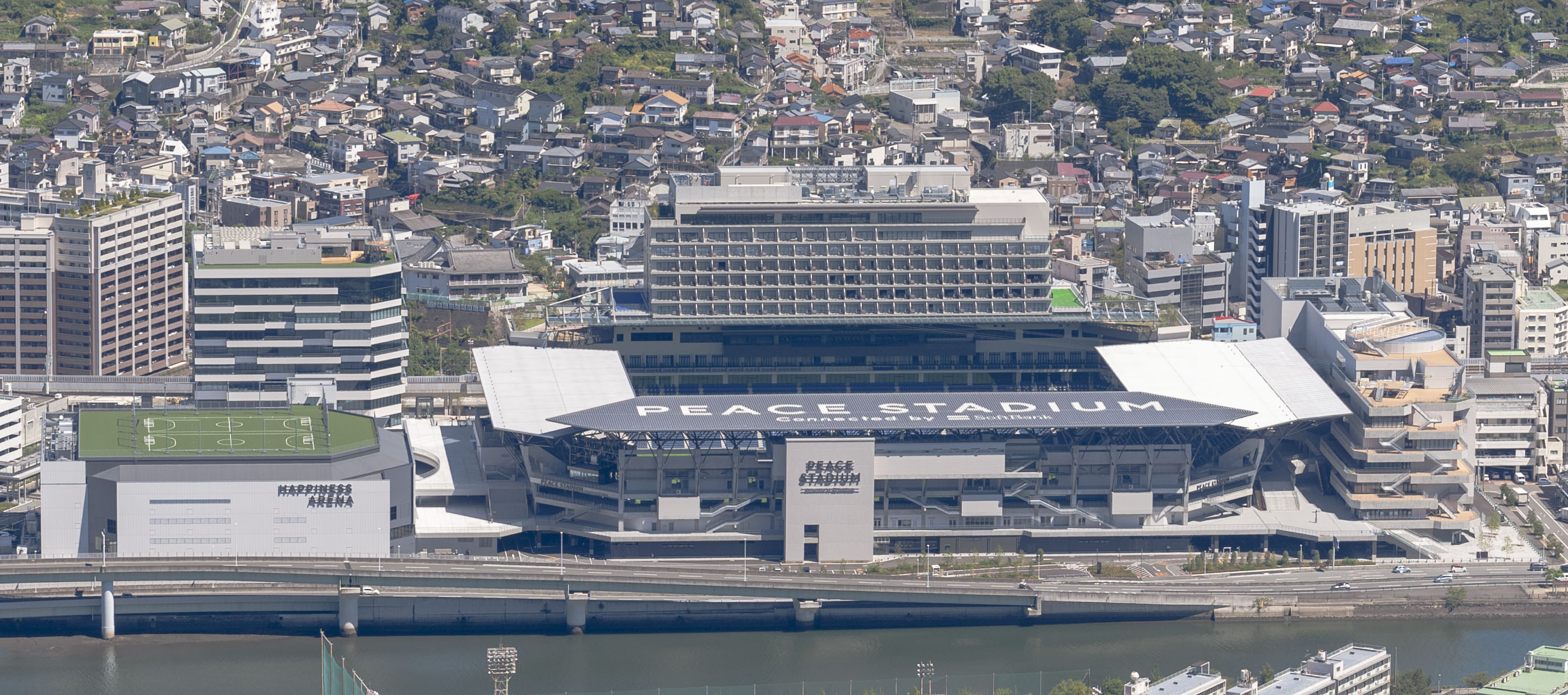
スタジアムシティ全体の俯瞰写真

長崎スタジアムシティ（ながさきスタジアムシティ、英: NAGASAKI STADIUM CITY）は、ジャパネットグループの株式会社リージョナルクリエーション長崎が運営する、サッカースタジアム・アリーナ・ホテル・商業施設・オフィスからなる大型複合施設。

## 概要

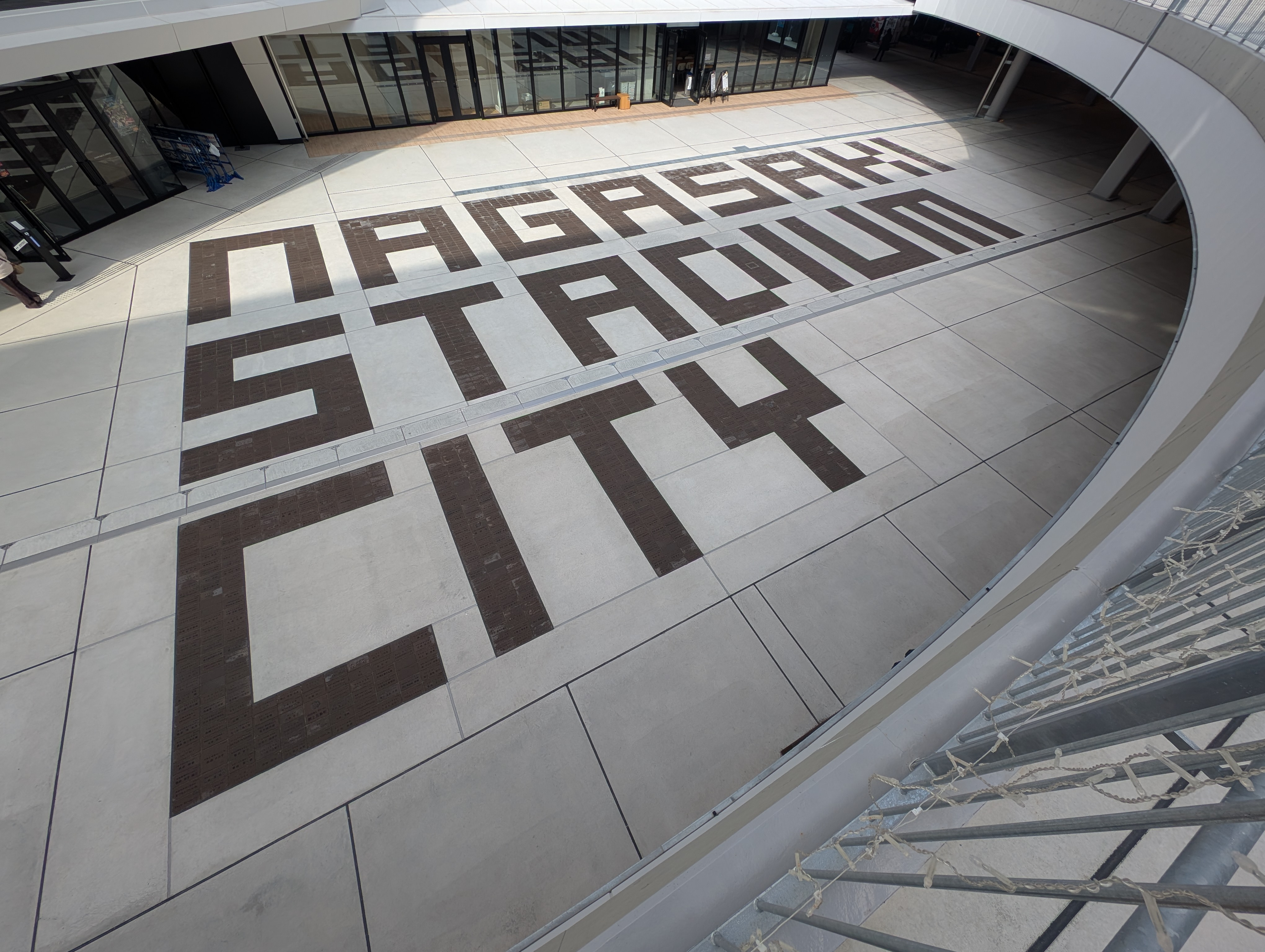
ハピネスアリーナ前に敷設されている刻印レンガ

通販会社などを傘下に持つジャパネットホールディングスが主導する認定民間都市再生事業計画「長崎スタジアムシティプロジェクト」により整備され、2024年10月に開業した。
サッカー専用スタジアム「PEACE STADIUM Connected by SoftBank」、スタジアム直結のホテル「STADIUM CITY HOTEL NAGASAKI」、多目的アリーナ「HAPPINESS ARENA」、オフィス棟「STADIUM CITY NORTH」、ショッピングモール「STADIUM CITY SOUTH」および立体駐車場棟を備え、多数のテナントが入居する。
施設概要
- 所在地：長崎県長崎市幸町7番1号
- 事業主：ジャパネットホールディングス
- 企画・運営者：リージョナルクリエーション長崎

## 沿革
一帯は三菱重工業が所有していた長崎造船所幸町工場の跡地で、2017年度限りで施設は閉鎖され、事業は他工場に移された。それに先駆け2017年1月より「『Smart & Sustainable』なまちづくりを先導する拠点」をコンセプトに、当該土地の活用事業者ならびに事業計画の公募が行われた。2018年にジャパネットホールディングス（ジャパネット）とジョーンズ・ラング・ラサール (JLL) グループ、竹中工務店の3社で結成された「ジャパネットホールディングスグループ」が三菱重工業との優先交渉権を獲得し事業が始められた。同年11月には工場敷地68,746.58平方メートルをジャパネットホールディングスが取得する不動産売買契約を締結し、2019年6月にはジャパネットが事業の企画運営を担う子会社「株式会社リージョナルクリエーション長崎」を設立。ジャパネットホールディングスが事業主となり、リージョナルクリエーション長崎が企画運営、JLLグループ（JLLおよび子会社のJLLモールマネジメント）がプロジェクトマネジメントを、環境デザイン研究所・安井建築設計事務所が基本設計を、三菱地所設計がコンストラクション・マネジメントをそれぞれ担当することとなった。
計画は、サッカーやバスケットボールなどのプロスポーツを1年間通じて楽しめるほか、音楽コンサートなど文化イベントも開催できるサッカースタジアムとアリーナを主体とした複合施設を開発し、ホテルやオフィスを併設するというものになり、最終的に総事業費は約1000億円に上ったが、行政からの財政的支援を一切受けない純民間事業として実施され、ジャパネットが借り入れを含めた事業費の全額を拠出することとした。
2022年6月26日に起工、2024年秋の開業を目指して整備が進められた。起工に合わせ、長崎市出身の俳優・シンガーソングライターの福山雅治がプロジェクトのPR責任者となる「クリエイティブプロデューサー」に就任することが発表された。
グランドオープンは2024年10月14日となったが、その8日前の10月6日にはスタジアムで明治安田J2リーグ第34節・V・ファーレン長崎対大分トリニータの試合が観客を入れて行われている。またオープン前日の10月13日には「こけら落としライブ」として福山雅治の無料ライブが開催された。開業当日は日付にちなんだ1014人によるテープカットで開業を祝った。

## 各施設の概要

### スタジアム
収容人員2万人の球技専用スタジアムで、ジャパネット傘下のJリーグクラブであるV・ファーレン長崎のホームスタジアム。ホテル棟・商業棟共々、詳細設計・施工は竹中工務店が担当した。
基本設計を担当した環境デザイン研究所会長の仙田満は、国内外に例のないコンコース開放型施設を目指すと述べ、実際に開業後は、試合がない日はコンコース・客席が一般開放されている。

### ホテル
ホテル「STADIUM CITY HOTEL NAGASAKI」をメインとする地上14階建ての棟。スタジアムのバックスタンドと一体的な構造となっており、243室の客室の約7割がスタジアムを直接見下ろせる「スタジアムビュー」、約3割が長崎の街並みを望む「シティビュー」となっている。
2階のフードホール（フードコート）と3階のコンコースはスタジアムで試合がない日も営業しており、スタジアムの観客席をオープンスペースとして開放している。

### アリーナ
当初の計画に盛り込まれていなかったが、ジャパネットがプロバスケットボールクラブ「長崎ヴェルカ」を発足させ、そのホームアリーナとしての使用を想定して整備された。エネルギーセンター棟共々、詳細設計・施工を戸田建設が担当した
2026-27シーズンからの開幕を予定しているB.LEAGUE PREMIER（新Bリーグ1部相当）の示すホームアリーナ基準に準拠した6,000人収容規模の多目的アリーナで、イベントの種類によって天井や壁、観客席の配置を一部変更することが出来る構造としている。ヴェルカの練習場として使用されるサブアリーナを併設する。
2023年10月23日、アリーナの整備についてコカ・コーラボトラーズジャパンとパートナーシップ契約を締結し、アリーナの名称を『HAPPINESS ARENA』（ハピネスアリーナ）とすることを発表した。

### ショッピングモール
スタジアム南側にある施設で「STADIUM CITY SOUTH」と名付けられている。温浴施設や屋内型スポーツエンターテインメント施設も併設される。

### オフィス棟
「STADIUM CITY NORTH」という名称で、スタジアム北側に位置する。地上11階建て。2022年7月、第1号テナントとして、長崎大学が構想している情報データ科学分野の大学院のキャンパスが入居。

### その他
STADIUM CITY NORTH から STADIUM CITY SOUTH に向けてジップラインが設けられており、スタジアム上空を通過する体験が出来る。

## アクセス
- JR九州長崎本線浦上駅から徒歩約8分。

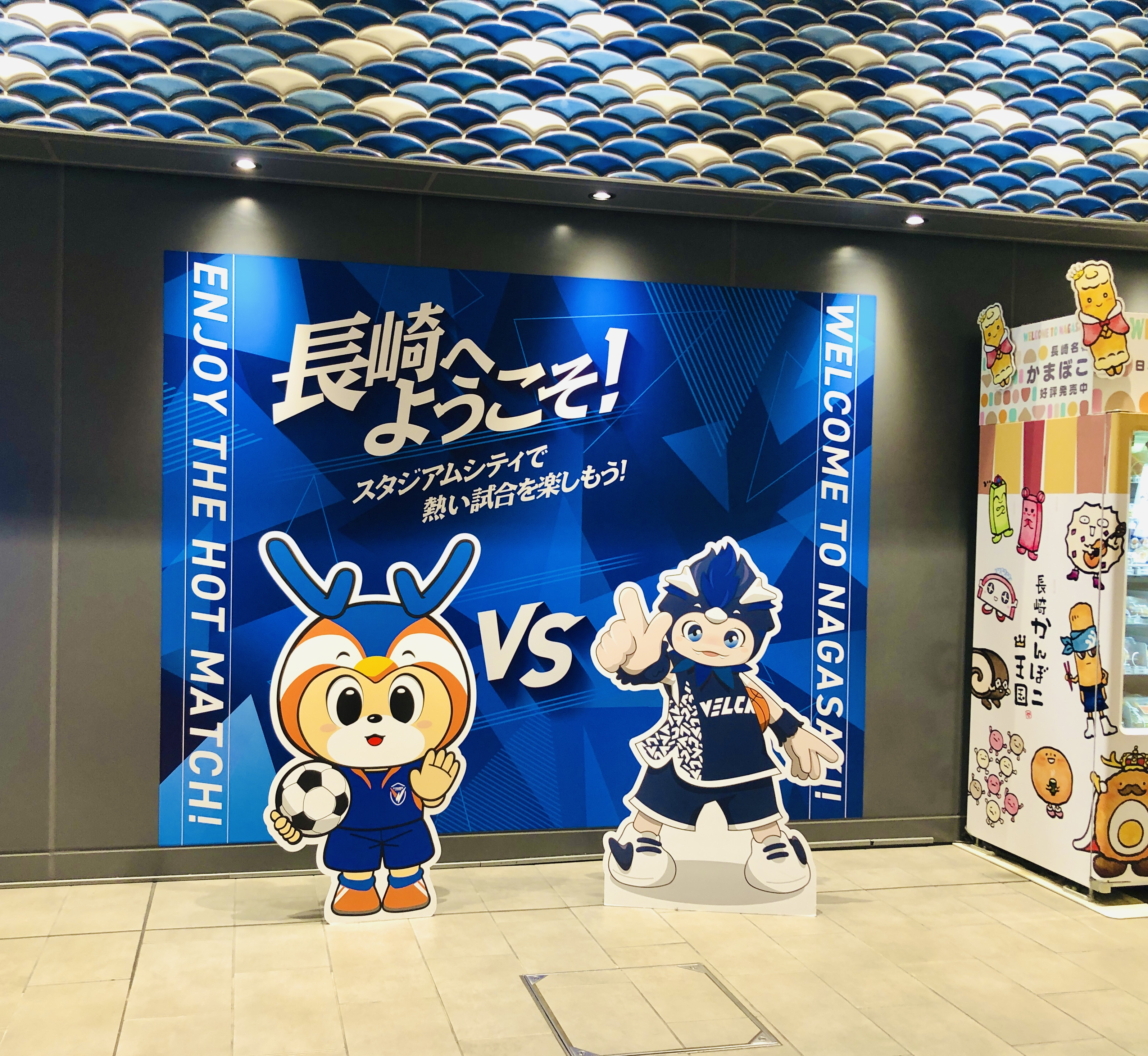
長崎駅の案内板

- 長崎電気軌道本線宝町停留場（スタジアムシティノース停留場）下車、徒歩3分。
- 長崎バス・長崎県営バス「ココウォーク茂里町」バス停、「幸町 長崎スタジアムシティ」バス停、「銭座町 長崎スタジアムシティ」バス停下車、それぞれ徒歩5分程度。

## ギャラリー

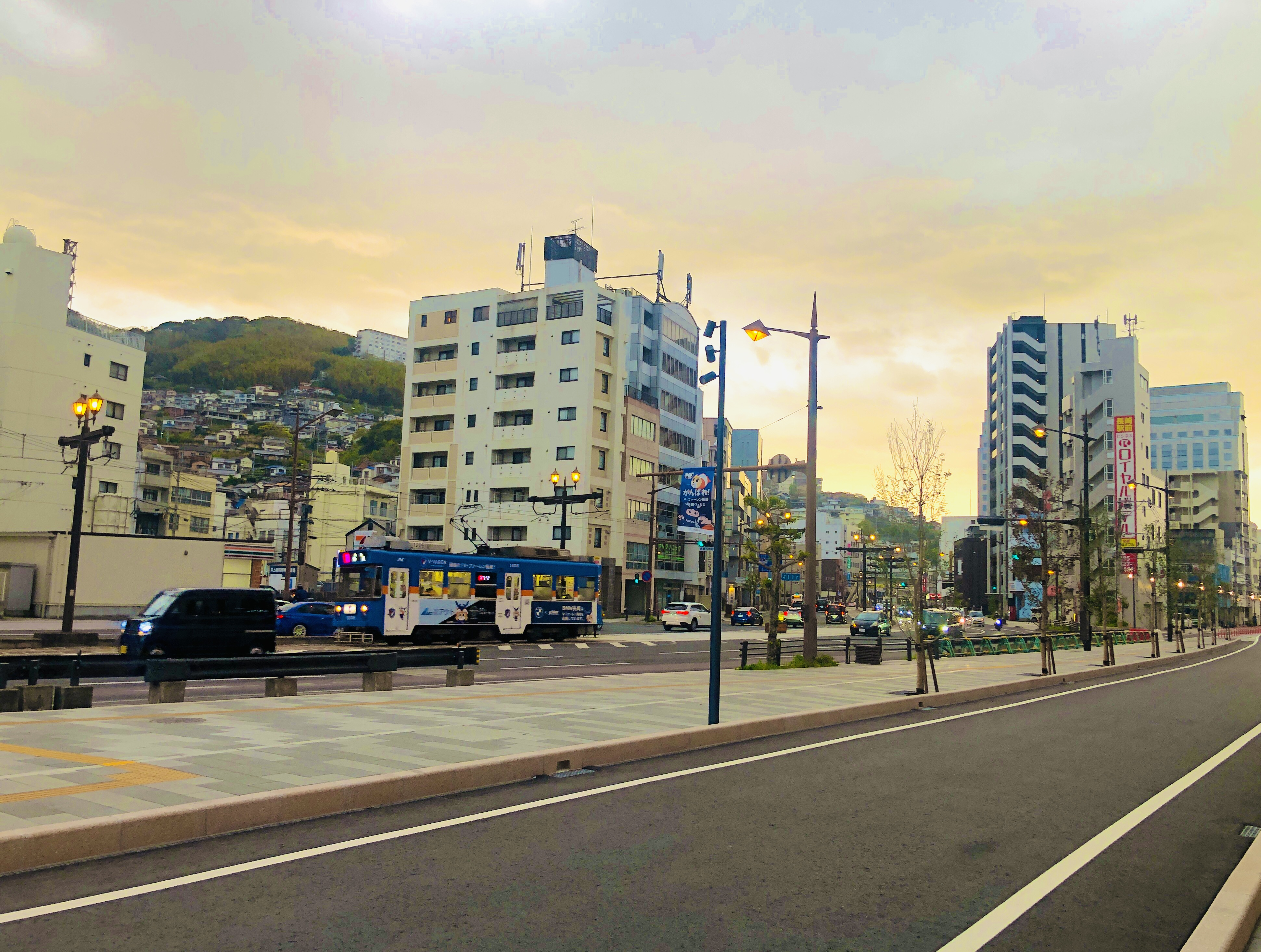
西山方面をスタジアムシティ路面電車が走る
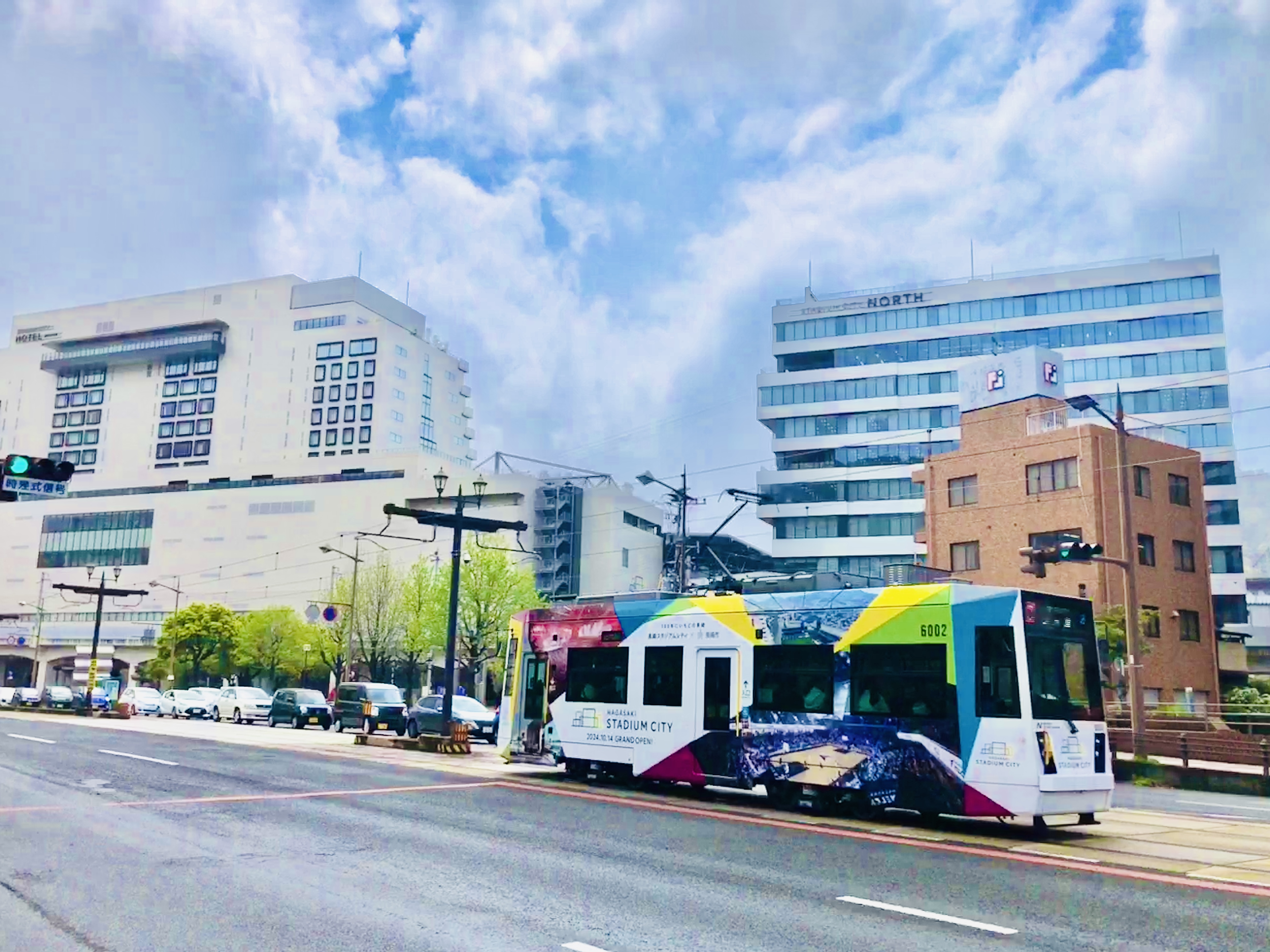
ホテルとノース棟の前をスタジアムシティ路面電車が走る
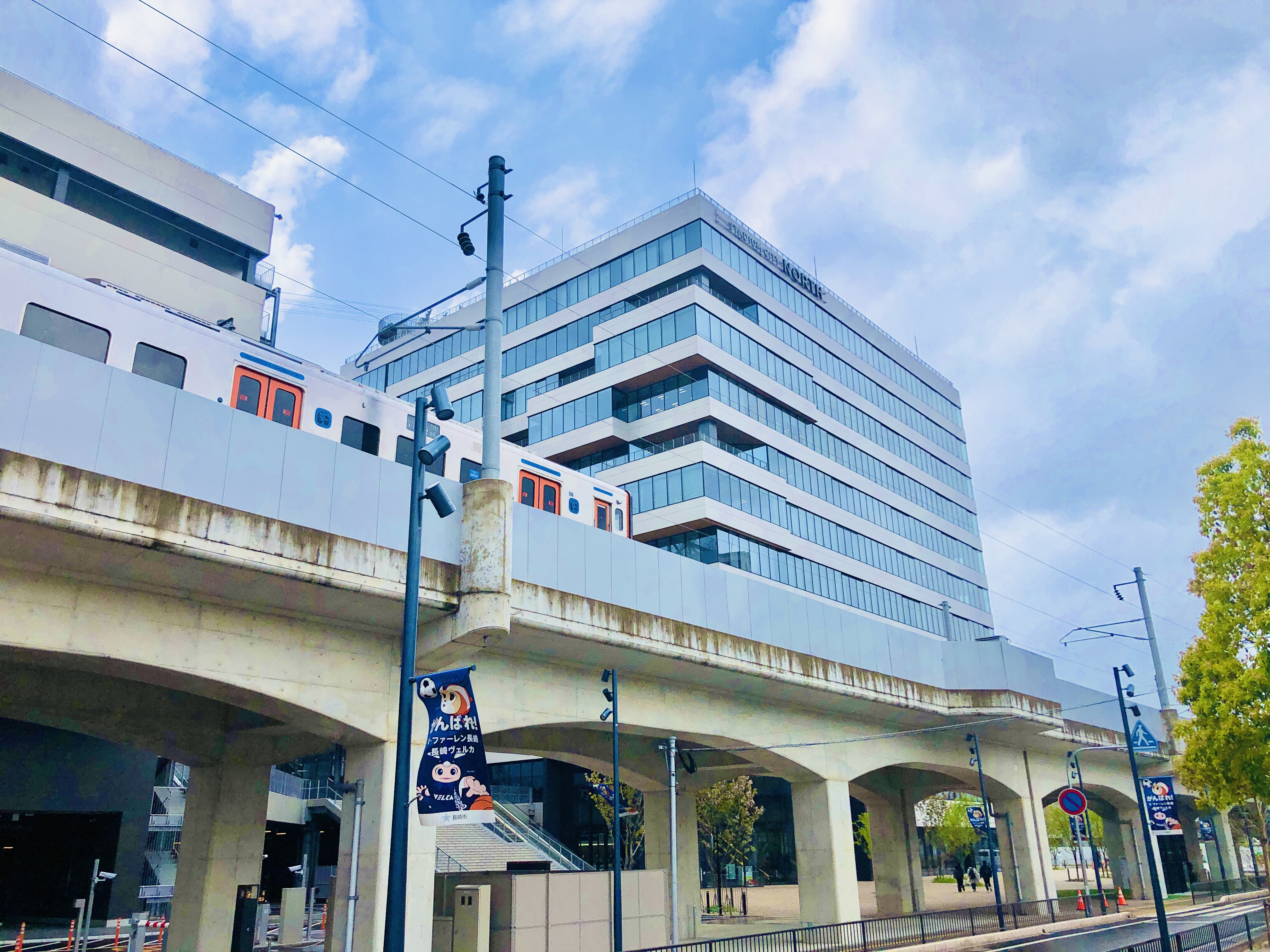
ノース棟の前を長崎本線のYC1系車両が通過